# Display

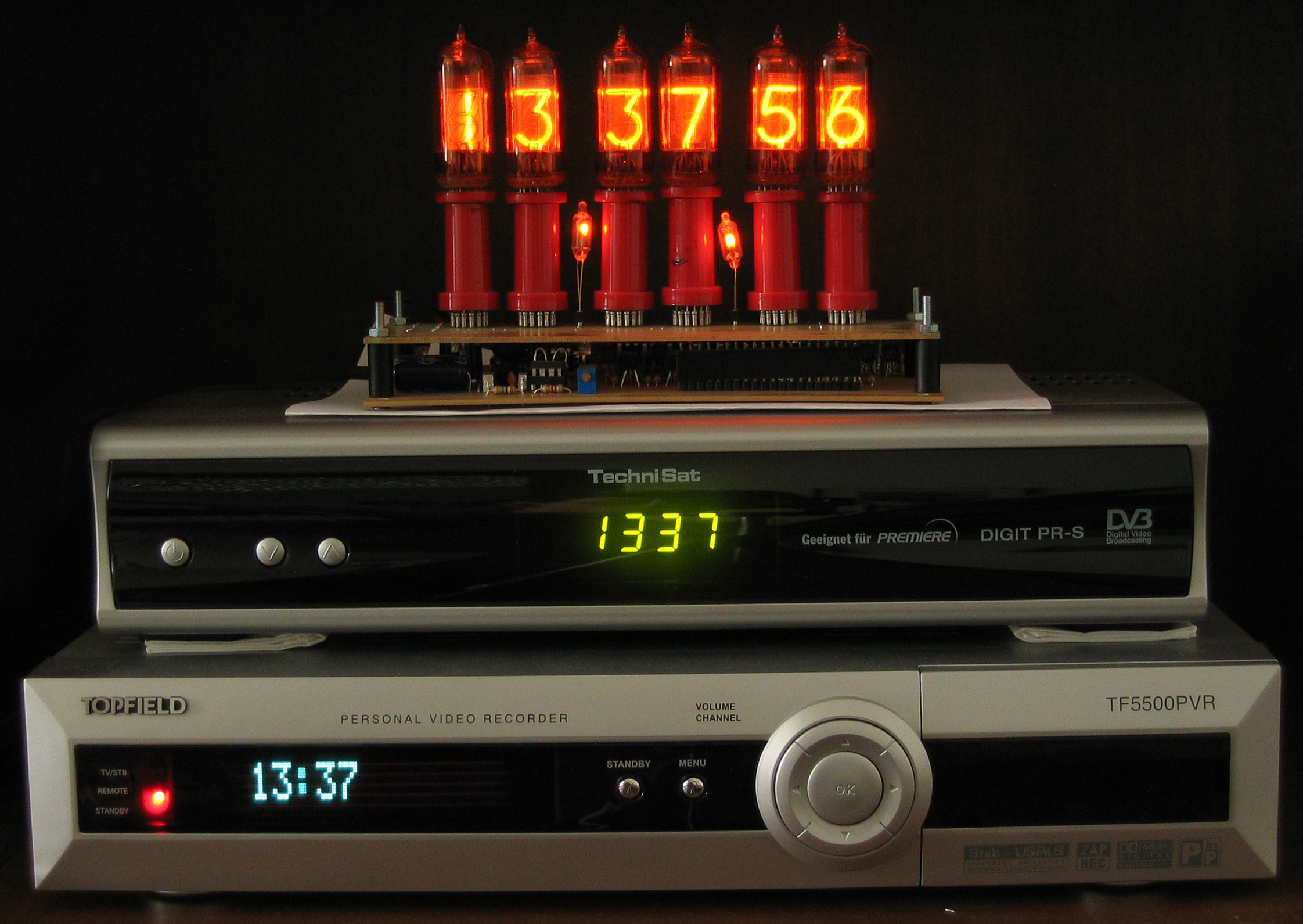
Enkele displays die de tijd aangeven

Een display is een elektronisch apparaat waarop iets afgebeeld wordt. Het wordt voornamelijk gebruikt voor kleinere schermpjes; voor grotere schermen wordt veelal beeldscherm gebruikt.
Het woord display kan gebruikt worden voor: 
- Een lcd-schermpje van onder meer een telefoon, horloge, kassa, oscilloscoop
- Fluorescentiedisplays, onder andere van magnetrons en wekkers
- Een zevensegmentdisplay of een alfanumeriek display
- Een nixiebuisje van oudere apparaten

Grotere beeldschermen die ook wel display worden genoemd:
- Een beeldscherm van een computer
- Een beeldbuis van onder meer een televisie, monitor, oscilloscoop, radar
- Plasmascherm van televisies en monitors (plasmadisplay)
- Een matrixdisplay
- Een (verlicht) reclamebord dat buiten een winkel hangt of binnen staat

## Overig
- Een winkeldisplay, meestal van karton (maar mogelijk ook van plastic of metaal), als verkoopondersteunend presentatiemiddel. Dit heet in marketingjargon POS-materiaal (Point of Sale). Deze displays vergroten de aandacht voor een product
- Flappenborden of klapperborden bij de eerste generatie centraal bediende treinaanwijzers
- Expressiegedrag of display, ritueel gedrag dat diercommunicatie mogelijk maakt